# Szabó Iván (politikus)
Szabó Iván (Budapest, 1934. január 8. – Budapest, 2005. augusztus 4.) mérnök-közgazdász, politikus. 1990 és 1998 között országgyűlési képviselő, 1991 és 1993 között ipari, kereskedelmi és idegenforgalmi, majd 1994-ig pénzügyminiszter. 1990 és 1996 között a Magyar Demokrata Fórumban töltött be vezető tisztségeket. 1996-ban a Magyar Demokrata Néppárt alapító elnöke, 2002-ben a Centrum Párt egyik kezdeményezője

## Életpályája
1952-ben érettségizett a II. Rákóczi Ferenc Gimnáziumban, Budapesten. Ezután kezdte meg tanulmányait az Építőipari és Közlekedési Műszaki Egyetem híd- és szerkezetépítő szakán, 1957-ben diplomázott. Az 1956-os forradalom során a BME Forradalmi Diákbizottság és a MEFESZ vezetőségi tagja. Közgazdászi diplomáját 1969-ben szerezte. Ugyanekkor közgazdasági doktorátust is szerzett. 1957 és 1959 között az Uvatervnél tervező, majd 1969 az ÉGV-nél tervező, osztályvezető és főmérnök. 1978-ig a Mélyépítő Vállalat műszaki osztályvezetője. Ezután 1984-ig a Vízépítőipari Tröszt létesítményi és exportmérnöke.
1985 és 1990 között a Mérnök és Építőgépész Kisszövetkezet elnöke. 1969 és 1984 között a BME meghívott előadója. Szakkönyvek, egyetemi jegyzetek és szakcikkek szerzője.
1964 és 1984 között a Jó Pásztor római katolikus lelkészség képviselő-testületének világi elnöke. 2001-től haláláig a Magyar Pax Romana elnökségi tagja.

### Politikai tevékenysége

#### MDF
1963 és 1965 között a VIII. Kerületi Tanács tagja volt, posztjáról lemondott. A politikába 1988-ban kapcsolódott be újra, amikor belépett az MDF-be. 1990-ben beválasztották az országos elnökségbe. 1991-ben és 1994-ben az ügyvezető elnökség tagja is. 1994-ben megválasztották a párt ügyvezető elnökévé.
Az 1990-es országgyűlési választáson egyéni mandátumot szerzett. 1992-ig a frakció elnökségi tagja. 1990 júniusa és 1991 decembere között a Parlament gazdasági bizottságának elnöke. 1991-ben Antall József akkori miniszterelnök a Magyar Nemzeti Bank elnökévé előlépett Bod Péter Ákos helyére kinevezte ipari, kereskedelmi és idegenforgalmi miniszterré. Posztját az 1993-as kormányátalakításig viselte, amikor Kupa Mihály utódjaként kinevezték pénzügyminiszterré. Posztját Boross Péter miniszterelnöksége alatt is megtartotta egészen a kormányváltásig. 1994-ben a budapesti listáról szerzett mandátumot az Országgyűlésben. Ezután a frakció vezetőjévé választották.

#### MDNP
1996-ban, az MDF X. országos gyűlésén elindult a párt elnökválasztásán, amelyen Lezsák Sándorral szemben alulmaradt, ezután több prominens párttársával (például Szabad György, Zsigmond Attila, Pusztai Erzsébet stb.) együtt "úgy ítélte meg hogy az általuk fontosnak tartott politikai értékek nem kaphatnak megfelelő képviseletet az MDF új vezetésében", ezért kiléptek a pártból. Ezután megalapították a Magyar Demokrata Néppártot (MDNP). A párt első elnöke és frakcióvezetője lett. Az 1998-as magyarországi országgyűlési választáson a párt nem érte el az 5%-os parlamenti küszöböt, ekkor lemondott elnöki tisztéről. Később a párt örökös tiszteletbeli elnöke volt a párt megszűnéséig. A Centrum Párt egyik alapító tagja.
2005. augusztus 4-én 71 éves korában, hosszan tartó betegség után hunyt el.
1996-ban Nagy Imre-emlékplakettet kapott.

## Családja
1957-ben házasodott meg, felesége mérnök volt. Két lánygyermekük született, idősebbik lánya 2005-ben, még apja életében elhunyt.